# Rábasebes
Rábasebes es un pueblo húngaro perteneciente al distrito de Csorna en el condado de Győr-Moson-Sopron, con una población en 2013 de 65 habitantes.
Se conoce la existencia de la localidad desde 1263. En sus orígenes estuvo en manos de varios propietarios, entre ellos la ciudad de Pápa y la familia noble Sennyey. La localidad medieval original fue destruida por los turcos en 1594 y repoblada a mediados del siglo XVII por medio centenar de personas, la mayoría de ellos protestantes vinculados al vecino pueblo de Vág. La peste dejó el pueblo casi abandonado a principios del siglo XVIII, ya que casi todos los supervivientes de la enfermedad emigraron a Szentpéterfa y la localidad tuvo que volver a ser repoblada en 1726; esta última repoblación es el origen de la localidad actual. El principal monumento del pueblo es una mansión de la familia Széchenyi construida a principios del siglo XX.
Se ubica unos 20 km al sur de la capital distrital Csorna, en el límite con el condado de Veszprém marcado por el río Raba.